# سریع دور شو
سریع دور شو (انگلیسی: Fast Getaway) یک فیلم کمدی اکشن محصول سال ۱۹۹۱ با بازی کوری هایم، سینتیا روتراک و لئو روسی است. این فیلم ماجراهای سه نفر از سارقان غیرخشونت آمیز بانک را روایت می‌کند که توسط یک نوجوان (هایم)، پدر نابالغ او (روسی) و دوست دختر جسور دومی (راتراک) تشکیل شده اند. دنباله‌ای با نام سریع دور شو ۲ در سال ۱۹۹۴ منتشر شد.